# Riccardo Petroni
Riccardo Petroni (Siena, 1250 ca. – Genova, 10 febbraio 1314) è stato un cardinale italiano della Chiesa cattolica, creato da papa Bonifacio VIII il 4 dicembre 1298.

## Biografia
Proveniente da una ricca e nobile famiglia, fu avviato fin dalla giovane età alla carriera ecclesiastica. Studiò all'Università di Bologna e fu amico di Duns Scoto.
Divenne un rinomato giurista: verso il 1270 fu professore di diritto civile a Napoli; vice-cancelliere di Santa Romana Chiesa tra il 1296 e l'inizio del 1301. Fece parte, insieme con Bérenger de Frédol il Vecchio, vescovo di Béziers, e Guillaume de Mandagout, arcivescovo di Embrun, della commissione nominata dallo stesso pontefice per la preparazione del Liber Sextus dei Decretali.

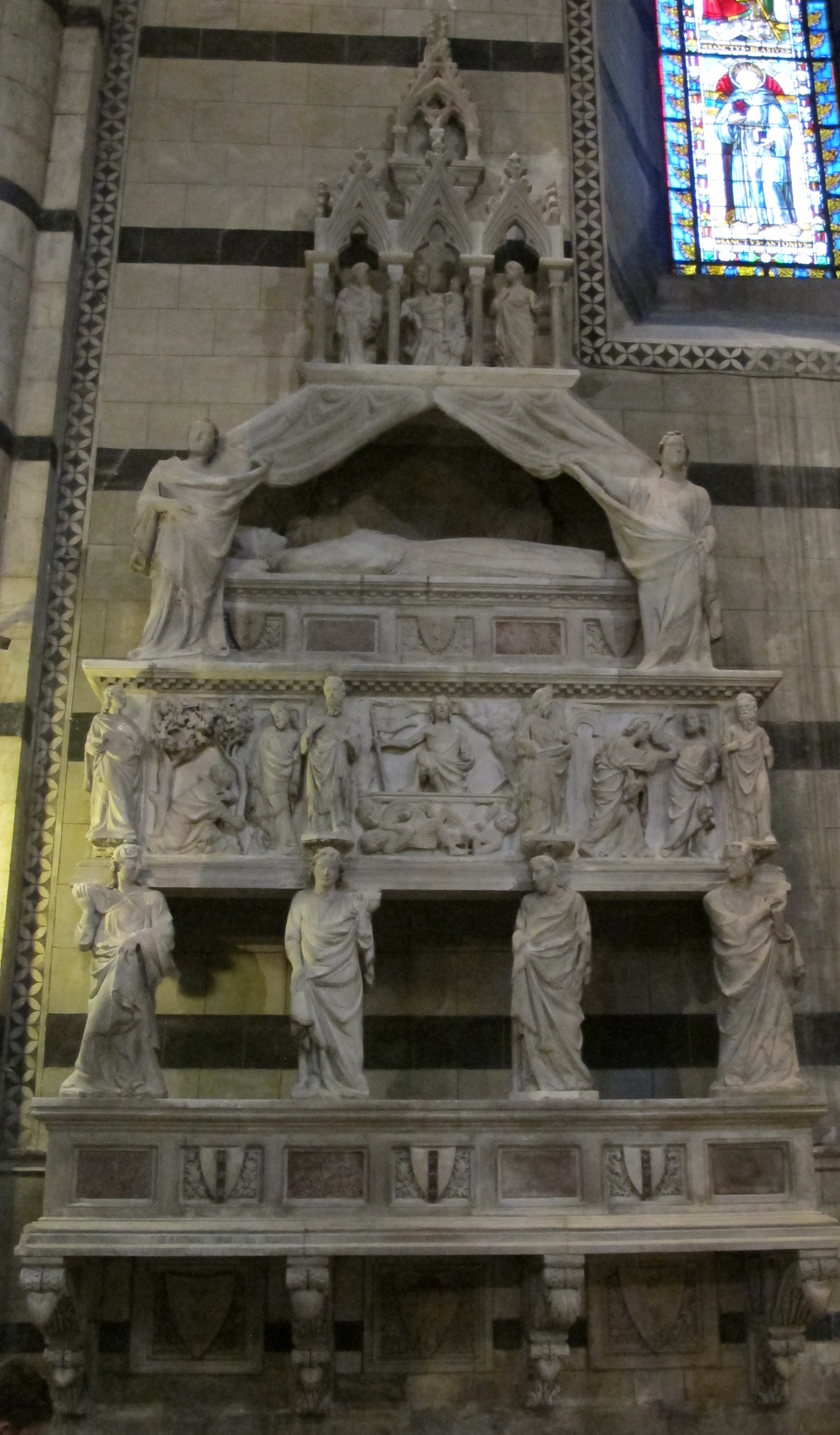
Tino di Camaino, Monumento funebre del cardinal Petroni, Cattedrale di Siena

Nel concistorio del 4 dicembre 1298 fu creato cardinale-diacono con il titolo di Sant'Eustachio. Sottoscrisse una bolla papale il 14 marzo 1304.
Partecipò al conclave del 1304-1305 che elesse papa Clemente V, ma dovette rinunciare causa malattia, per cui non era presente al momento dell'elezione.
Intervenne al concilio di Vienne del 1311-1312, dove difese la memoria di papa Bonifacio VIII contro le accuse di Filippo IV di Francia. Fu nominato da papa Clemente V suo legato per la Repubblica di Genova. Fu un grande mecenate delle arti per la sua città natale, fece costruire numerosi palazzi pubblici ed anche un monastero certosino.
Morì a Genova quando era ancora legato pontificio; quattro anni più tardi i suoi resti furono traslati e posti in un sontuoso monumento funebre nella cattedrale di Siena, opera di Tino di Camaino.